# Parts of the Process (The Very Best of Morcheeba)
Parts of the Process (The Very Best of Morcheeba) è la prima greatest hits del gruppo inglese Morcheeba, pubblicato nel 2003.

## Tracce
1. The Sea
2. Tape Loop
3. Otherwise
4. Blindfold
5. Be Yourself
6. Part of the Process
7. Let Me See
8. Undress Me Now
9. What's Your Name (feat. Big Daddy Kane)
10. Trigger Hippie
11. Rome Wasn't Built in a Day
12. Over and Over
13. What New York Couples Fight About (feat. Kurt Wagner)
14. World Looking In
15. Moog Island
16. Way Beyond
17. Never an Easy Way
18. Can't Stand It

## Classifiche
| Classifica (2003) | Posizione massima |
| ----------------- | ----------------- |
| Repubblica Ceca   | 18                |